# Baumhaus (Hamburg)

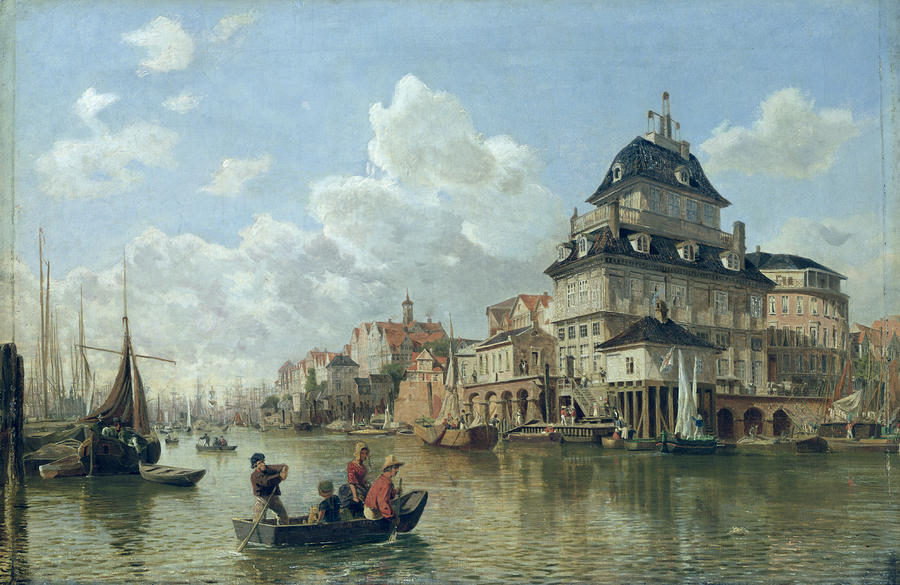
Darstellung des Baumhauses von Valentin Ruths um 1850; auf dem Dach ist gut der 1838 installierte optische Telegraf zu erkennen.

Das sogenannte Baumhaus im Hamburger Hafen war ein im Jahre 1662 erbautes Zoll-, Börsen-, Konzert- und Wirtshaus in der Hamburger Neustadt. Es bestimmte fast 200 Jahre lang das Hafenbild in Hamburg und wurde im Jahre 1857 abgebrochen.

## Geschichte

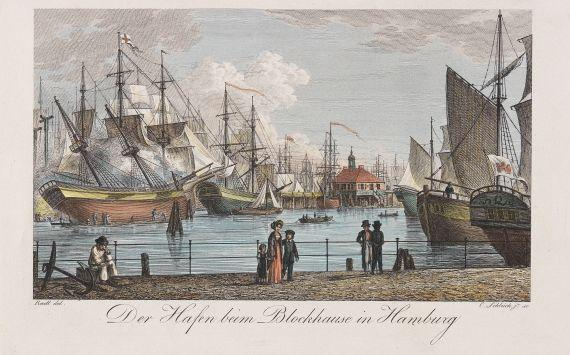
Ansicht des gegenüber dem Baumhaus gelegenen Blockhauses (um 1824)

Im Jahre 1662 beschloss der Rat der Stadt Hamburg, an der Ecke Baumwall und Steinhöft – beim heutigen Alstersperrwerk-  ein Mehrfunktionsgebäude zu errichten, um des wachsenden Hafenverkehrs Herr zu werden.
Den Bauauftrag erhielt der Baumeister Hans Hamelau, der schon 1655 das (1853 abgebrochene) sogenannte „Blockhaus“ zur Verteidigung des Hafens erbaut hatte, das gegenüber dem Baumhaus in der Elbe stand. Hans Hamelau reiste im Auftrag des Hamburger Rates nach Holland, um ähnliche Gebäude zu begutachten, und brachte verschiedene Skizzen und Vorschläge mit.
Der Name Baumhaus verweist auf die historische Nutzung des Gebäudes – es diente dem Hafenaufseher als Amtsstube. Mit einem großen Baum verschloss er des Nachts die Zufahrt zum Binnenhafen. Dies kündigte eine Glocke auf dem Dach des Gebäudes an.
Das dreistöckige Gebäude wurde aber auch als Zoll- und Akzisestelle sowie als Wirtshaus und Konzertsaal genutzt. Auch als Schifferbörse, also als Haus, wo Frachtgeschäfte der Schiffer abgewickelt wurden, fand es Verwendung. Von der Galerie im Obergeschoss ergab sich laut Zeitgenossen ein wunderbarer Blick über Hamburg und den Hafen.
Nach amtlichen Plänen des „Vermessungsbureaus“ von 1830 hatte es eine Breite von 41 Fuß (11,75 m) und eine Länge von 78 Fuß 9 Zoll (22,57 m). Der Eingang befand sich an der nördlichen Schmalseite.

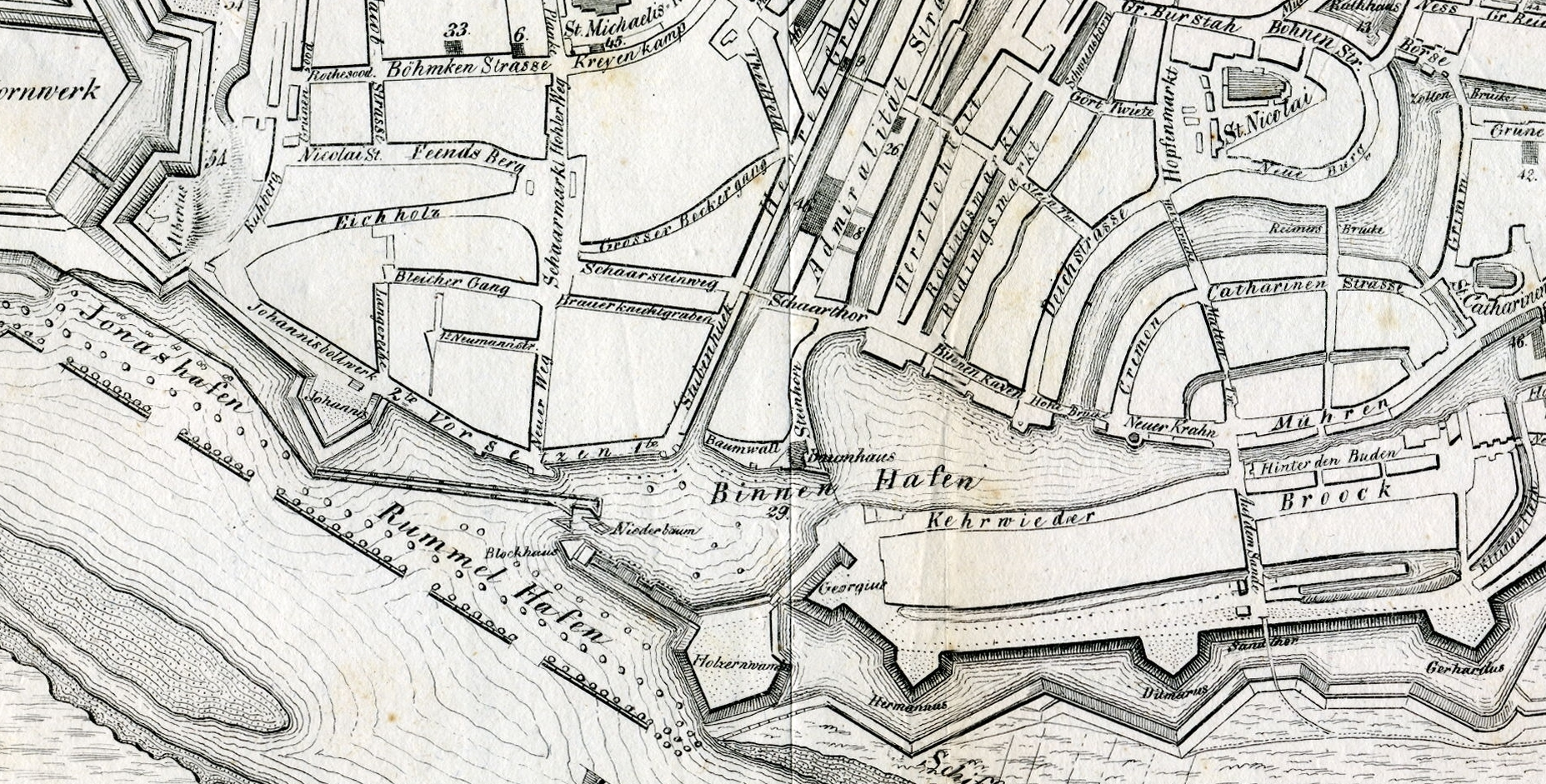
Plan des Hamburger Niederhafens, um 1813. In der Mitte ist das Baumhaus eingezeichnet.

Das Haus entwickelte sich im Laufe der Jahre nicht zuletzt wegen seiner guten Aussicht, der Lizenz, verschiedene Sorten Bier auszuschenken, die nur wenige Wirtshäuser besaßen, und der guten Bewirtung zu einer allseits beliebten Gaststätte. Hier wurden auch Hochzeiten, Taufen und andere Festlichkeiten ausgerichtet.
Das Baumhaus diente auch als Anleger für den Personenschiffsverkehr nach Hamburg und elbabwärts. So hält etwa der Jurist Ferdinand Beneke im Februar 1796 in Hamburg Einzug mit den Worten:

„Da lag sie vor mir, meine künftige Vaterstadt, in ihrer ganzen venezianischen Pracht […]. Welch ein Anblick, als wir die zahllosen Schiffsreihen vorbeyfuhren, das Gewimmel dieser kosmopolitischen Wasserstadt ansahen, die verschiednen Sprachen hörten […]. Wir fuhren durch den Hafen. Legen beym Baumhaus an. Ich springe an Land – Republikanischer Boden! Mein Vaterland!“

Auch die Frachtewer mit Milch und Gemüse aus dem Alten Land und den Vierlanden legten am Baumhaus an und erreichten über eine Wassertreppe Hamburger Territorium.

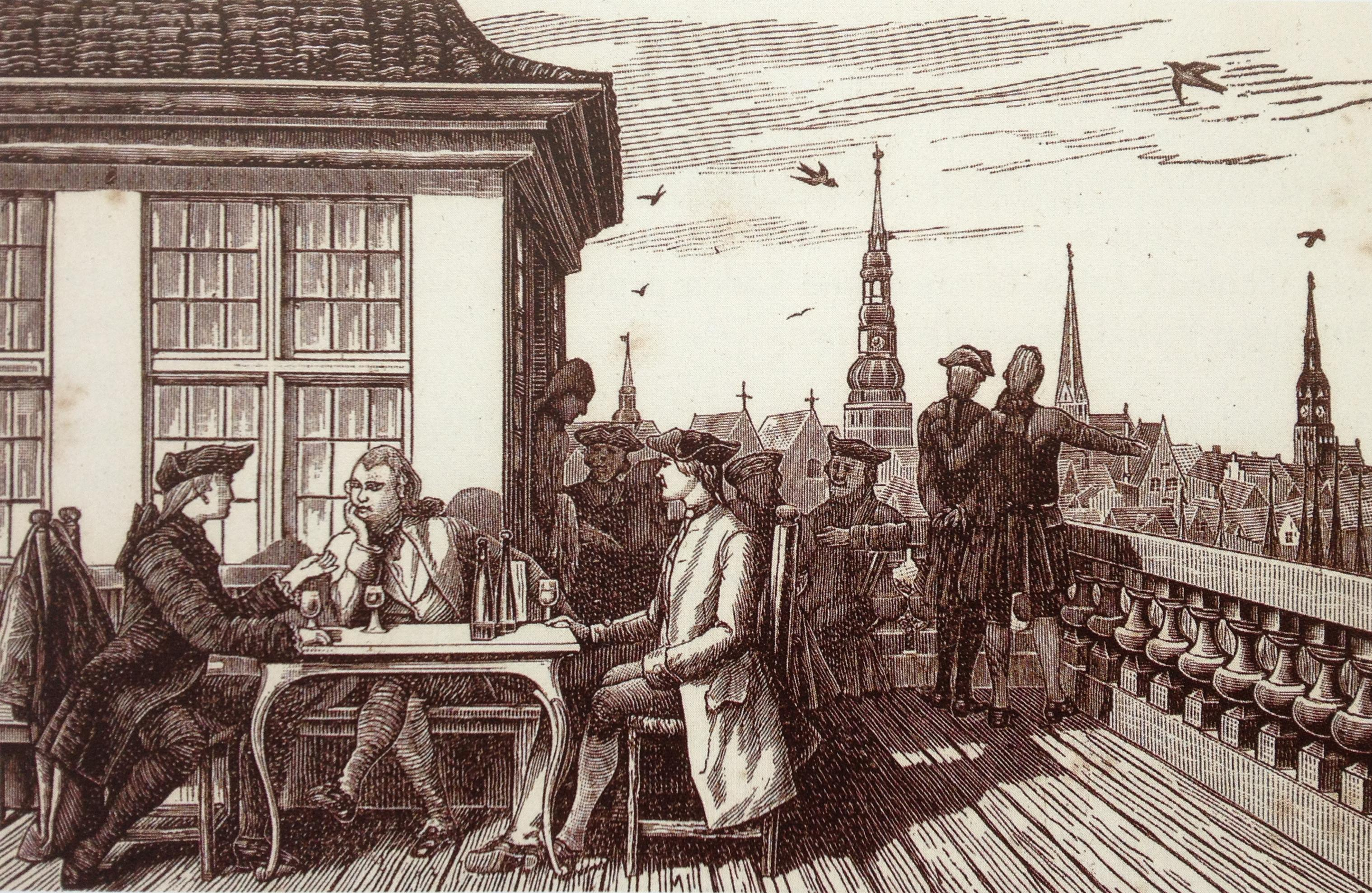
Galerie des Baumhauses mit Lessing (Mitte), Herder und Klopstock, Zeichnung von Hans Speckter 1881

Zu den berühmten Gästen des Baumhauses sollen Johann Gottfried Herder, Friedrich Gottlieb Klopstock und Gotthold Ephraim Lessing gezählt worden sein.
Alfred Lichtwark bezeichnete das Baumhaus als „ein herrliches Stück zweckmäßiger Architektur ohne überflüssiges Ornament und besonders reizvoll durch den Dachaufbau, einen Pavillon, der nicht aufgesetzt, sondern herausgewachsen wirkte.“

## Nutzung als Konzerthaus
Der größte Raum im Baumhaus war der Festsaal im 1. Obergeschoss, der ein Volumen von 568 m³ bei einer Grundfläche von 106 m² hatte und etwa 200 Personen Platz bot.
Hier wurde am 29. Dezember 1707 Reinhard Keisers Der Sterbende Saul praesentiret mit 24 Instrumenten, sowie Keisers Weihnachtsoratorium (Dialogus von der Geburt Christi zwischen Maria Joseph Einem Frembdlingen Einer Hirtin und Einen Hirten Mit Instrumente) uraufgeführt.
Auch veranstaltete im Festsaal des Baumhauses der Komponist Georg Philipp Telemann nach seinem Amtsantritt als Kirchenmusikdirektor ab dem Jahre 1722 öffentliche Konzerte.
Die Oberalten der Stadt Hamburg klagten daraufhin am 17. Juli 1722, er habe „abermahls vor Geld“ in einem „öffentlichen Wirts-Hause“ – gemeint war das Baumhaus – „musiziert“, und sie versuchten ein Verbot „dergleichen zur Wollust anreitzender Spiele“ zu erwirken. Telemann ließ sich aber davon nicht beirren und im Festsaal erklangen in der Folgezeit weitere Werke von ihm, wie die Uraufführung der Telemannschen Admiralitätsmusik (TWV 24:1) am 6. April 1723 oder die am 19. Januar 1765 dort erstmals gespielten Festtags-Serenata „Sey von uns mit weiten Blicken“ (TWV 24:4) zur Einhundertjahrfeier der Hamburger Commerzdeputation (Handelskammer).

## Franzosenherrschaft, William Turner und der große Hamburger Brand

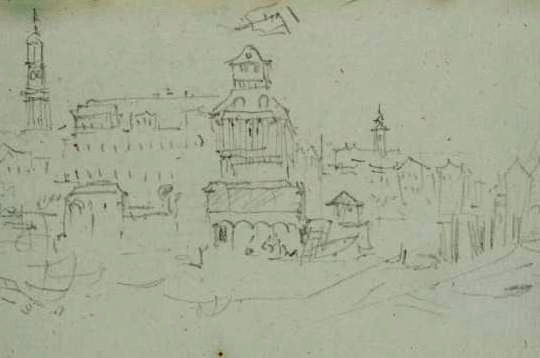
Das Baumhaus um 1835 aus William Turners Skizzenblock; links der Turm des Michel

In der Zeit zwischen 1811 und 1814, als Hamburg französisch besetzt war, wurden das gesamte Erdgeschoss für die französische Zollverwaltung und die Obergeschosse als Kaserne genutzt. Auf seinen Reisen durch Europa skizzierte der englische Maler William Turner das Baumhaus im Jahre 1835 mit der Michaeliskirche. Ab 1832 trafen sich in dem Saal im oberen Stock immer sonnabends im Sommer die Mitglieder des Hamburger Künstlervereins von 1832. Das 1840 beendete Gemälde Die Mitglieder des Hamburger Künstlervereins von Günther Gensler zeigt einen Teil des Saales. Den großen Hamburger Brand von 1842 überstand das Haus unbeschadet.

## Nutzung ab 1838 und Abbruch

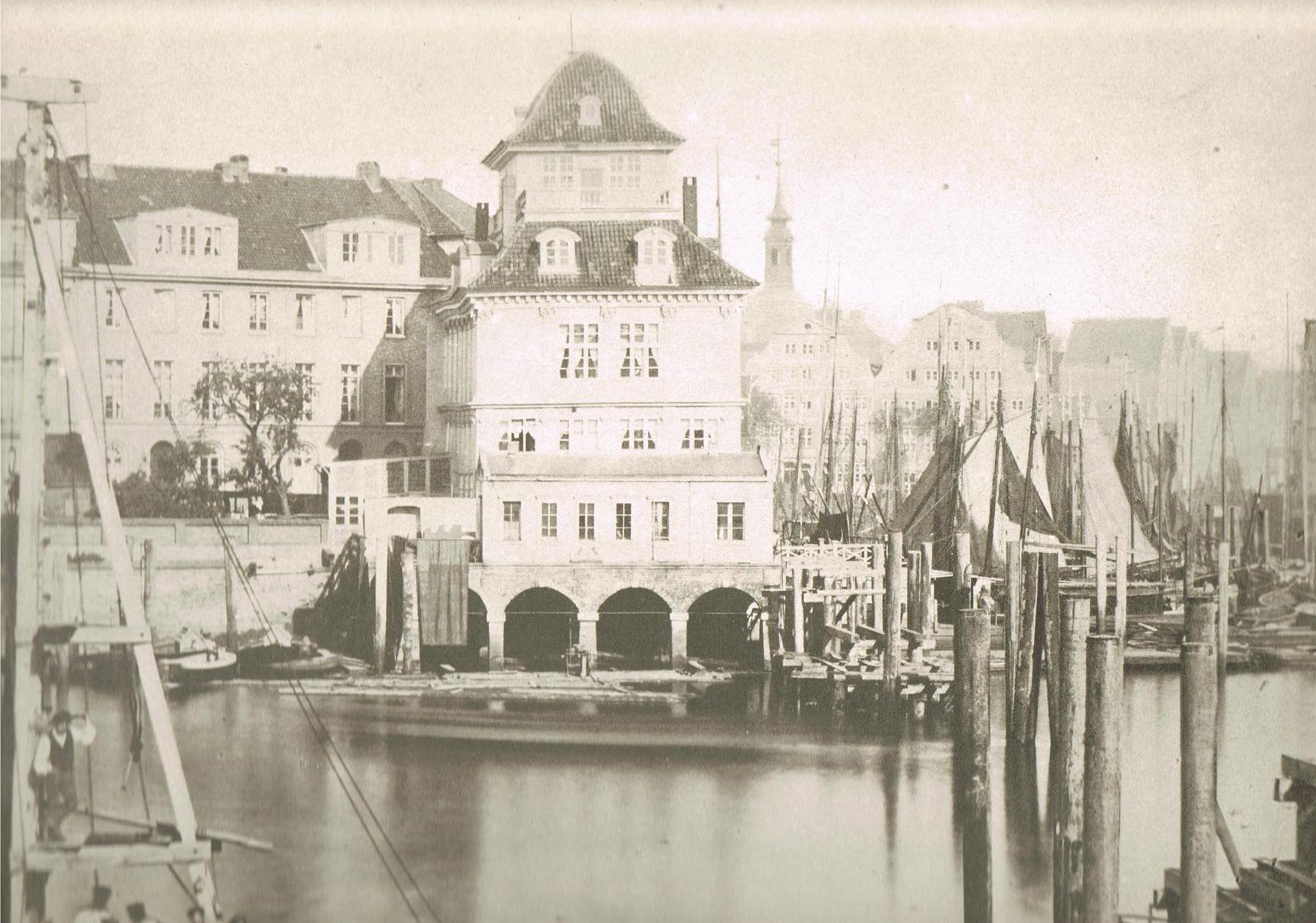
Ansicht des Baumhauses um 1848 auf einer frühen Fotografie

Am 18. März 1838 richtete der Altonaer Unternehmer J. L. Schmidt auf dem Dach eine Station des Hamburger optischen Telegraphen ein. Auf der Strecke zwischen Hamburg und Altona und dem etwa 120 Kilometer entfernten Ritzebüttel-Cuxhaven waren sechs Zwischenstationen ausgesucht und geeignete, erhöhte Standorte mit Semaphoren (schwenkbaren Signalarmen) ausgestattet worden. Endstationen der Linie waren in Cuxhaven das Hotel „Belvedere“ und in Hamburg das Baumhaus.
Im August 1842 beherbergte das oberste Stockwerk (Belvedere) ein Atelier des Daguerreotypisten Hermann Biow.
Um die Hafeneinfahrt in den Binnenhafen zu verbreitern, beschloss der Hamburger Rat, das Baumhaus abzureißen. Deshalb wurde am 16. Februar 1857 der Pachtvertrag des Wirtes durch die Kämmerei gekündigt und das Haus für 5000 Mark an den Abbruchunternehmer J. L. F. Röseler verkauft, um es niederzureißen.
Das Grundstück wurde nicht wieder bebaut – hinter ihm wurden ab 1908 das Slomanhaus und links daneben ab 1911 die U-Bahn-Station „Baumwall“ errichtet.

## Literatur

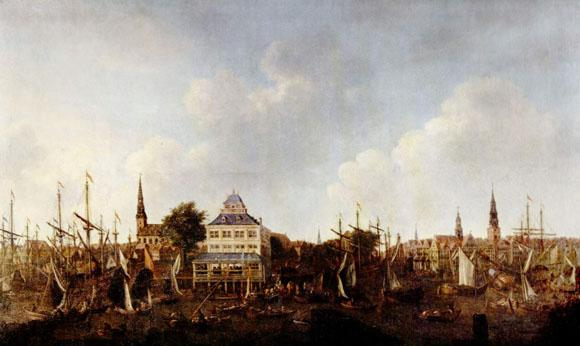
Eine der ältesten Ansichten des Baumhauses von Johann Georg Stuhr um 1690